# Øystein Erlendsson

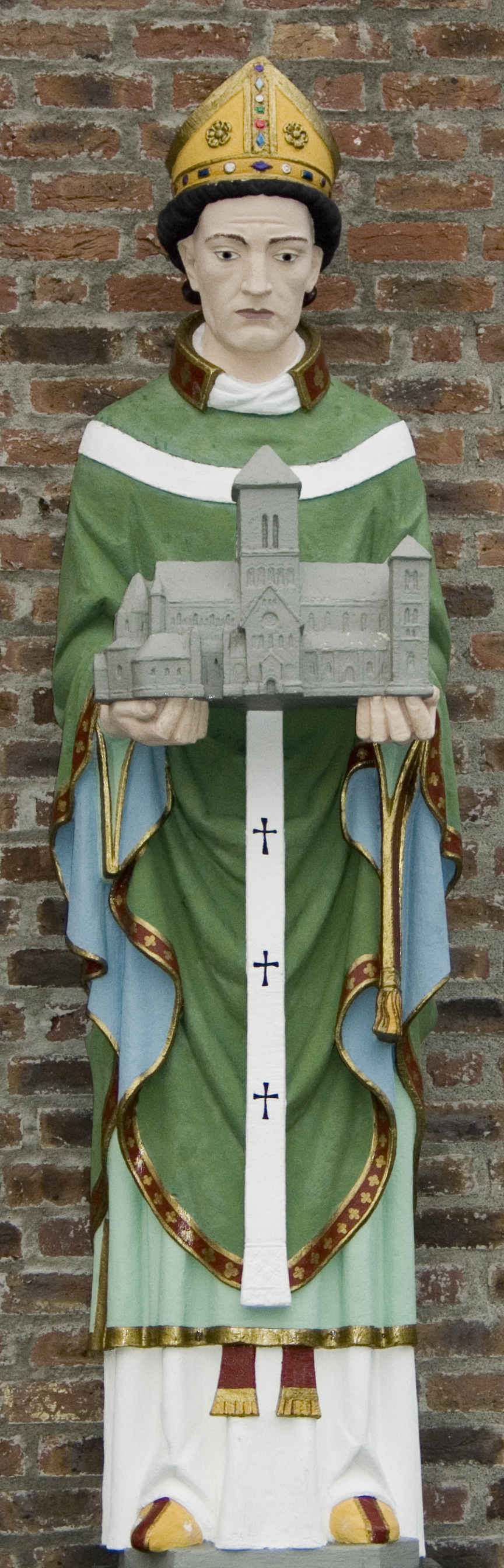
Øystein Erlendsson, avbildad på en vägg till ärkebiskopsgården i Trondheim.

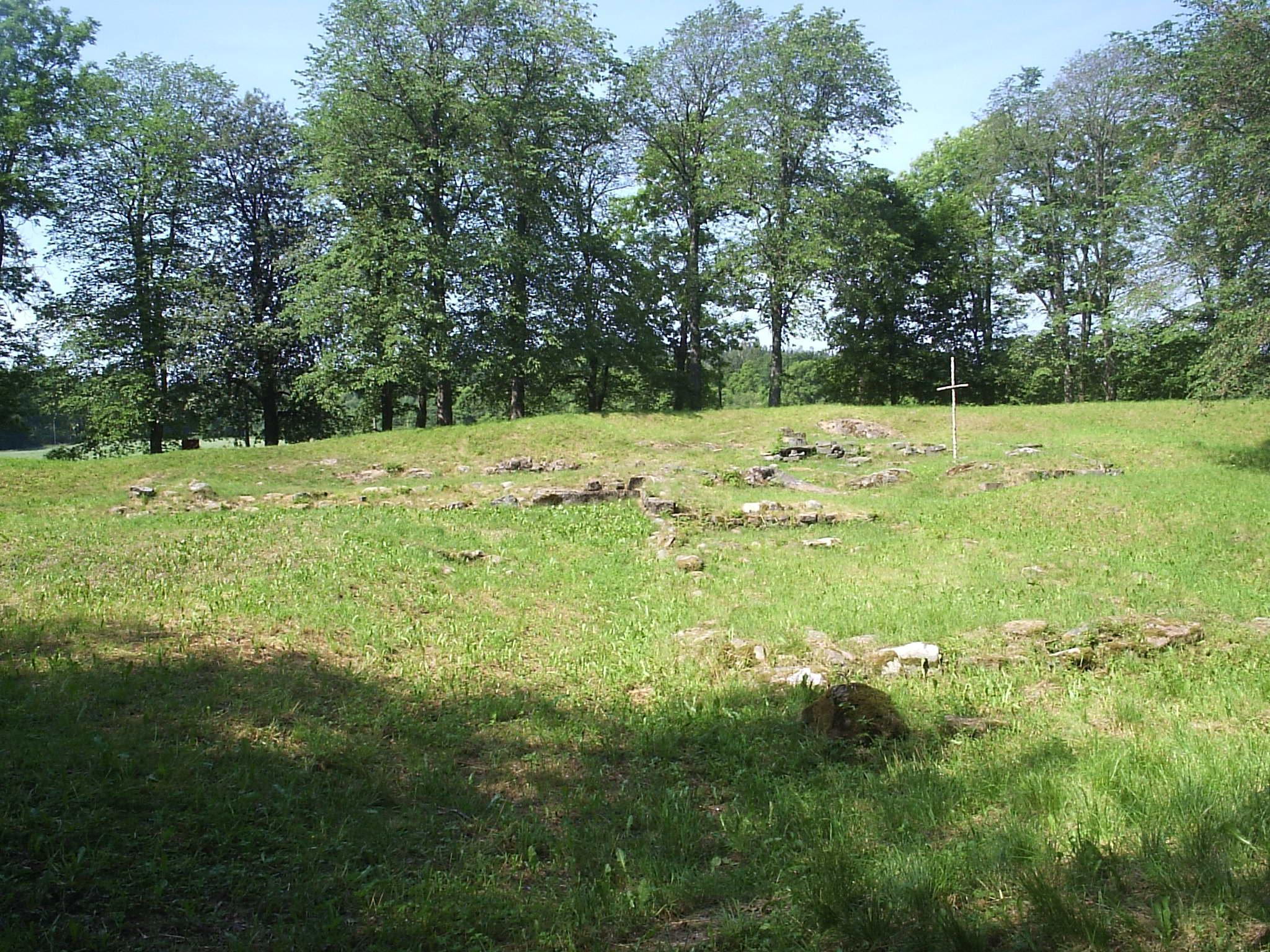
Augustinerklostret i Kungahälla hade Øystein Erlendsson som tillskyndare.

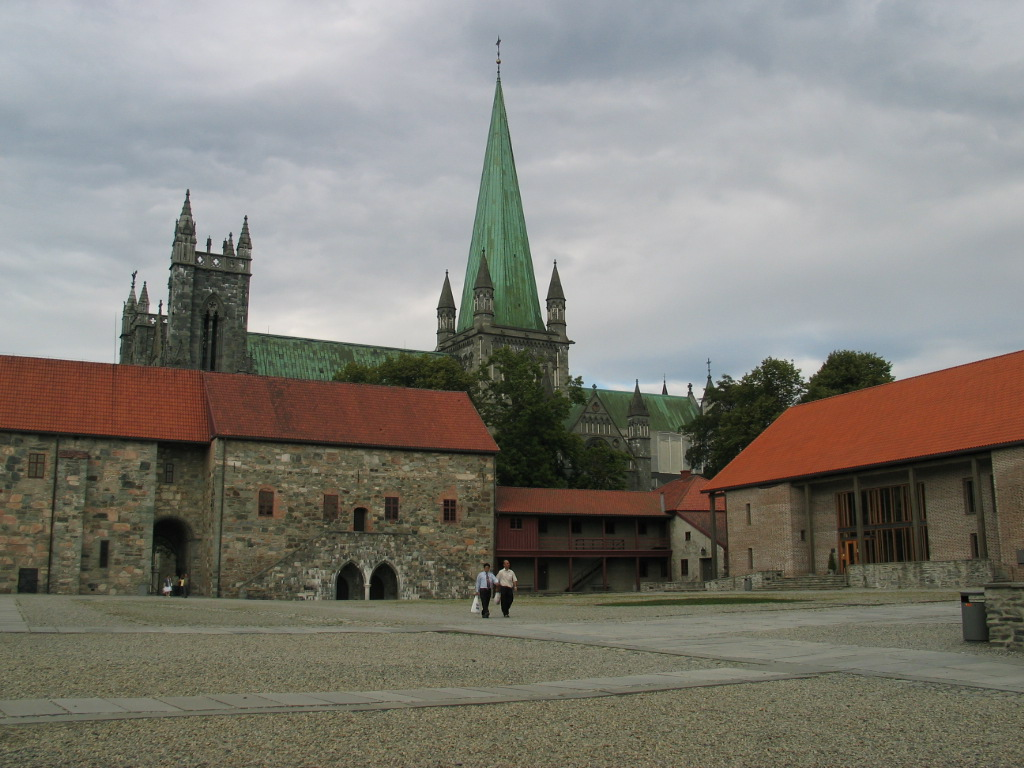
Ärkebiskopens palats och Nidarosdomen i Trondheim.

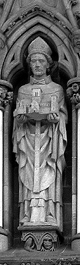
Ärkebiskop Øystein är avbildad på västfronten av Nidarosdomen och var en av de stora pådrivarna för byggandet av densamma. Øystein blev inspirerad av gotiken och katedralen i Canterbury och önskade att bygga något liknande i Nidaros. Skulpturen håller en miniatyrkatedral i händerna, som ska vara en modell av Nidarosdomen. Han är modellerad av Stinius Fredriksen och uthuggen av Oscar Lynum.

Øystein Erlendsson (latin Augustinus Nidrosiensis), född ca 1120 och död 26 januari 1188, var en norsk ärkebiskop i Nidaros stift från 1157 till sin död. 
Av alla de 27 ärkebiskoparna i Nidaros mellan 1153 och 1537, är Øystein nog den mest betydelsefulla och den enda som kom att räknas som helgon efter sin död. Ärkebiskop Øystein avled den 26 januari 1188, natten efter Pålsmässan, som också är den katolska kyrkans minnesdag för honom. Dagen kallas för St. Eysteins dag eller Eysteindagen. Namnet St. Eysteinkommer av att Øystein har ansetts vara ett av de fyra norska helgonen. Formellt är inte Øystein vare sig välsignad eller kanoniserad, men Liturgikommissionen i Vatikanen slog fast 2002 att hans dödsdag kunde firas som fest i Trondheims stift och som valfri minnesdag i Oslo katolska stift och i Tromsø stift.

## Ätten
Øystein föddes förmodligen någon gång mellan 1120 och 1130 på gården Råsvoll alternativt Rosvoll i Børsa söder om Trondheim. Det finns också en plats som heter Råsvoll gård i Verdal norr om Trondheim, och en del har hävdat att han kom därifrån, men mest troligt kom han från Børsa. Øystein var knuten till de ledande ätterna i landet. Snorre Sturlasson skildrade hans ätt i Harald Hårfagers saga i Heimskringla. Øystein porträtterades som en duglig man av god familj, han var rik på både gods och vänner. Bland annat, härstammade han från stormannen Erling Skjalgsson. Far till Øystein och hans bröder var Erlend Himalde. Far till Erlend var Jon Sterke på Råsvoll. Ulv Uspaksson var far till Jon Sterke, och av isländsk ätt. Ulv blev stallare till kung Harald Hårdråde och en god vän till kungen. Ulv gifte sig med Jorunn Torbergsdatter , en syster till drottning Tora Torbergsdatter som var gift med kung Harald. Tora och Jorunn var döttrar till Torberg Arnesson som var gift med Ragnhild Erlingsdatter. Ragnhild var dotter till Erling Skjalgsson. Torberg Arnesson var bror till Kalv Arnesson som var med på och dräpte kung Olav Haraldsson som senare blev upphöjd till helgon med namnet Olav den helige. Genom Kalv Arnesson härstammade Øystein från den norska stormanssläkten Arnmødlingsätten. 
Ättförbindelserna gjorde att Øystein hade många släktingar och vänner. Øystein ville stärka ekonomin för ärkestiftet i Nidaros, och tingade med bönderna för att få tillåtelse till att kräva in högre penningböter. Bönderna gick med på att betala böterna "silvervärderat öre" som var värt dubbelt så mycket som vanliga mynt. Ärkestiftet tjänade motsvarande mycket på avtalet. Enligt Snorre kunde han göra detta med stöd av sina goda förbindelser med makteliten i denna del av Norge. De flesta stormännen i Tröndelag och ärkestiftet var knutna samman i släktskap, ofta genom giftermål.

## Liv
Øystein fick sin första utbildning i Nidaros (Trondheim) av biskop Simon och studerade utomlands från omkring 1140. Det är möjligt att han studerade i Lincoln i England, men det är mer troligt att han studerade i Paris vid det nya augustinerklostret Saint-Victor. Stolt valde han Augustinus som den latinska formen av sitt namn, men även namnet Oistanus kom att användas. En propagandaskrift för kung Sverre Sigurdsson (ca 1150 - 1202), En tale mot biskopene från omkring 1200, nämner förbigående att Øystein var kaplan och skattmästare hos kung Inge Krokrygg (1136-1161). Øystein Erlendsson var också kyrkoherde i staden Kongahälla i Bohuslän, före utnämningen till Norges andra ärkebiskop. Venderna hade plundrat och bränt staden 1135, så Øystein torde ha varit involverad i nyuppförandet av en stadskyrka för menigheten och kom senare som ärkebiskop att medverka till att Bohusläns första kloster knutet till augustinerorden, Kastala kloster, grundades där under andra hälften av 1100-talet. Vilket bland annat framgår av ett påvligt brev till Øystein som anses vara skrivet 1169. Det var samma orden han med stor sannolikhet studerade vid i Paris i sin ungdom. Stora markområden som tidigare hade tillhört den äldsta kungsgården i Ytterby socken kom att överföras till klostrets ägo, så också den forna kastellkyrkan i Kongahälla. 
Den första ärkebiskopen i Nidaros, Jon Birgersson , dog 1157. Enligt skriften En tale mot biskopene valde då kung Inge Øystein till ärkebiskop "utan att fråga någon lärd man i Trondheim, varken körbröder eller andra". Vi vet inte om man hade lyckats skapa ett domkapitel som skulle kunna göra ett formellt val, men det finns all anledning att tro att det verkligen var Inge som stod bakom ärkebiskopsvalet. Valet skedde troligen under år 1158 eller året därpå. Den nyvalda ärkebiskopen, den andra hittills i Norge, reste till Italien för att bli biskopsinvigd och för att få sitt pallium. Ett pallium är de katolska ärkebiskoparnas ämbetstecken, och blev tilldelat av påven. Øystein fick inte palliet av påve Hadrianus IV, som hade upprättat ärkestiftet i Nidaros 1153 då han var kardinal Nikolas Breakspeare, då påve Hadrian IV dog den 1 september 1159. Därför uppskattas det att Øystein och hans följe inte drog söderöver från Norge förrän på sommaren eller hösten 1159. Troligen utsågs ärkebiskop Øystein först 1161 av påve Alexander III. Det norska firandet den 12 september av fingergullmesse, eller fingergullfesten, har samband med denna färd. Ärkebiskopen sägs ha tagit med sig till Nidaros en kapsel med blod från Jesus Kristus. Han inledde byggandet av ärkebiskopens palats omedelbart efter hemkomsten från Rom.

## Den första kungliga kröningen
Kung Magnus Erlingsson var den första kungen av Norge som kröntes. Ärkebiskop Øystein krönte han i Bergen 1164 med ett sändebud från Rom, Stephen, som vittne. Händelsen var oerhört viktigt. Det var den första kungliga kröningen i Skandinavien, som var välsignad av kyrkan, och det hände i Norge innan det hände i Sverige och Danmark. Innan Øystein hann tillträda sitt ämbete dödades kung Inge samma år av sin brorson Håkon Herdebrei. Inges anhängare fortsatte kriget under ledning av Erling Skakke med sin son Magnus som konungakandidat eftersom Erling var gift med Kristin, dotter till kung Sigurd Jorsalafarare. 
Håkon Herdebrei blev besegrad och dräpt 1162, men det var fortsatt möjligt att en ny utmanare om kungamakten kunde dyka upp. Øystein och Erling Skakke blev därför naturliga allierade med gemensamma intressen. Kyrkan hade länge önskat att reformera det norska kungadömet till en mer europeisk modell, speciellt önskade kyrkan att få bort traditionen med flerkungaseden, något som hade skapat instabilitet och krig. I ett tillägg ville Øystein att bara legitima söner skulle ha arvsrätt till tronen. Genom att ge sitt fulla stöd till Magnus Erlingsson blev båda dessa mål uppnådda. År 1163 blev en ny lag om tronarvsföljden införd som Erling Skakke accepterade, Tronfølgeloven under Magnus Erlingsson, och som gentjänst krönte ärkebiskopen Magnus Erlingsson som kung av Norge.

## Landflykten
Trots detta initiativ fortsatte inbördeskriget i Norge, där olika intressegrupper stred om kungamakten. När kung Sverre och Birkebeinar så småningom fick kontroll över stora delar av riket tvingades Øystein fly utomlands. För kung Sverre var viktigt att återupprätta kungamakten. Det var inte acceptabelt för kyrkan och ärkebiskop Øystein. Øystein bodde i norra England i cirka tre år innan han återvände tillbaka till Norge sommaren 1183. Det blev en slags försoning mellan kungen och ärkebiskopen, utan någon av dem backade i sina krav.

## Nidarosdomen
På västfronten av Nidarosdomen har man satt upp en skulptur av bildhuggaren Stinius Fredriksen. Skulpturen föreställer ärkebiskop Øystein Erlendsson som bär på en katedral i miniatyr, och symboliserar katedralen som Øystein fick byggd i Nidaros. Från hans vistelse i England hade han tagit med sig impulser från den nya gotiska stilinriktningen. Innan han for i landsflykt hade byggandet av katedralen redan inletts, men vid återkomsten såg Øystein till att konstruktionen kom att präglas av engelsk gotisk stil. Byggandet av ärkebiskopens palats i Trondheim utfördes också av Øystein.

## Passio Olavi
Øystein Erlendsson ska ha varit upphovsmannen till den uppbyggliga skriften och legendsamlingen Passio Olavi , skriven på latin. I den första delen, berättas historien om S:t Olof, och med särskild betoning på dennes missionsverksamhet. Miraklerna utgör den andra delen av boken. Titeln är en förkortning av Passio et miracula beati Olavi, som betyder Helige Olavs lidande och mirakler.

## Efterträdare
Efter Øysteins död blev augustinermunken Eirik Ivarsson av Stavanger 1188 vald till ärkebiskop i Norge.